# The Men Behind the Wire
The Men Behind the Wire est une chanson écrite et composée par Paddy McGuigan (en) du groupe folk The Barleycorn (en) au lendemain de l'opération Demetrius.

## Histoire
La chanson est enregistrée par le groupe The Barleycorn à Belfast et produite par Billy McBurney. Après sa sortie le 14 décembre, elle fait un bond dans le hit-parades irlandais, se vendant à bien plus d'exemplaires que tout autre single jusqu'alors sorti en Irlande, et reste dans les hit-parades pendant des mois. Elle atteint la première place des hit-parades irlandais le 22 janvier 1972, où elle reste pendant trois semaines. Après une semaine d'interruption, elle est revenue en première place pendant deux semaines à partir du 15 février. Les redevances de l'enregistrement sont versées aux familles des détenus.
La chanson est ensuite reprise par de nombreux chanteurs et groupes en Irlande et à l'étranger, dont les Wolfe Tones, Liam Clancy et Flying Column. L'autrice-compositrice-interprète britannique Dido, dans sa chanson Let's Do the Things We Normally Do de l'album Safe Trip Home, a utilisé quelques lignes de cette chanson. Elle écrit notamment les paroles suivantes : « Armoured cars and tanks and guns, came to take away our sons. But every man must stand behind, the men behind the wire » que l'on peut traduire par « Des voitures blindées, des chars et des canons, sont venus pour emmener nos fils. Mais chaque homme doit soutenir les hommes derrière les barbelés. »
La chanson décrit les raids des soldats britanniques et « les hommes derrière les barbelés » font référence à ceux qui sont détenus sans charge ni procès au camp de prisonniers de Long Kesh, au camp de prisonniers de Magilligan et à bord du navire-prison HMS Maidstone.
McGuigan lui-même est arrêté lors d'une vague d’arrestation ultérieure, en tant que revanche de l'État britannique pour avoir écrit cette chanson.